# Axel Ljungstedt
Axel Göthrik Adalrik Ljungstedt, född 14 augusti 1810 i Karlskrona, död den 11 april 1887 i Södertälje, var en svensk militär och ingenjör. Han var bland annat överste och sekundchef för Flottans konstruktionskår.

## Biografi

### Uppväxt
Axel Ljungstedt föddes i Karlskrona som son till postmästaren Carl Fredrik Ljungstedt och dennes hustru Carolina Kleman. Han antogs redan 1826 som elev vid Flottans konstruktionskår, och han avlade flera examina de följande åren, samtidigt som han som kadett deltog på ett antal sjöexpeditioner. 1833 utnämndes han till sekundlöjtnant vid Konstruktionskåren med placering i Karlskrona.

### Militär karriär
Under inledningen på sin karriär besökte han under åren 1837-1838 ett flertal örlogsetablissemang i Storbritannien, Frankrike och Holland. Rapporten från denna resa ansågs mycket välarbetad. Efter hemkomsten fortsatta Ljugstedt sitt arbete vid konstruktionskåren. 1843 utnämndes han som en av två lärare vid det nybildades läroverket för skeppsbyggmästare, vilket han var till 1850.
1848 företog han en ny resa, återigen till örlogsvarv i England och Frankrike. 1847 hade Sverige sjösatt HMS Gefle som var flottans första propellerdrivna stridsfartyg, och en av de första skruvångkorvetterna i världen. Efter återkomsten från resan presenterade Ljungstedt sina lärdomar för Överstyrelsen för flottan i Stockholm. Han fick därefter befallning om att ta fram ritningar till en ny skruvkorvett samt även ett ångfartyg till kung Oscar I. Korvetten HMS Orädd sjösattes 1853 men fartyget till kungen kom inte att genomföras.
1850 fick Ljungstedt erbjudande om att gå i österrikisk tjänst och han erhöll fem års tjänstledighet från Sverige. I Sverige innehade han graden premiärlöjtnant men fick vid sin ankomst till Trieste överstes grad samt blev utnämnd till överdirektör för skeppsbyggeriet inom den Österrikisk-Ungerska marinen. Under sina år i Österrike tog Ljugstedt fram ritningar för ett flertal fartyg, däribland;
- Skruvlinjeskeppet SMS Kaiser
- Skruvfregatten SMS Adria
- Skruvfregatten SMS Donau
- Skruvkorvetten SMS Erzherzog Friedrich

Han övervakade även konstruktionen och byggandet av skruvfregatten SMS Radetzky som byggdes i England, och han tillbringade totalt två år i England. Under tiden i England blev han även kontaktad av Marinstyrelsen i Preussen, varifrån han fick frågan om han kunde leda en preussisk konstruktör i framtagande av ritningar för en ångfregatt och en ångkorvett; detta uppdrag godtogs av Ljungstedt. Dock ledde inte ritningarna till några fartygsbeställningar.
År 1856 återkom Ljungstedt till Sverige och kort därpå skickades han på en ny resa att besöka varven i England och Frankrike. Vid sin återkomst till Sverige fick han i uppdrag att ta fram ritningar till en ångfregatt, och detta resulterade i Vanadis som sjösattes 1862. 1861 utnämndes Ljungstedt till chef för konstruktionsdepartementet vid Karlskrona station, för att 1863 befordras till överste och bli utnämnd till sekundchef för Flottans konstruktionskår.
Ljungstedt gick i pension då Konstruktionskåren lades ned 1868 efter beslut under Riksdagen 1867.

### Familj
Axel Ljungstedt var gift två gånger, först med Augusta Kleman och därefter med hennes yngre syster Constance Kleman. Efter sin pensionering flyttade han till Stockholm för att 1873 flytta till Södertälje.

## Utmärkelser
- Kommendör av Kejserliga Frans Josefsorden - 1856
- Riddare av tredje klassen av Preussiska Röda örns orden -
- Riddare av Kungliga Nordstjärneorden - 1861

## Ledamotskap
- Ledamot av Kungliga Örlogsmannasällskapet - 1841
- Ledamot av 2:a klassen i Kungliga Krigsvetenskapsakademien - 1861
- Ledamot av Royal Institution of Naval Architects - 1862
- Hedersledamot av Kungliga Örlogsmannasällskapet - 1865